# Samus Lajos
Samus Lajos (1928. november 14. – 1991) válogatott magyar labdarúgó, csatár, jobbösszekötő.

## Pályafutása

### Klubcsapatban
A Bp. Dózsa labdarúgója volt. Gyors, robbanékony, gólveszélyes játékos volt, aki a támadósor bármelyik posztján megállta a helyén.

### A válogatottban
1953-ban egy alkalommal szerepelt a válogatottban.

## Statisztika

### Mérkőzése a válogatottban
| Magyarország | Magyarország     | Magyarország            | Magyarország | Magyarország | Magyarország | Magyarország | Magyarország | Magyarország |
| #            | Dátum            | Helyszín                | Hazai        | Eredmény     | Vendég       | Kiírás       | Gólok        | Esemény      |
| ------------ | ---------------- | ----------------------- | ------------ | ------------ | ------------ | ------------ | ------------ | ------------ |
| 1.           | 1953. október 4. | Szófia, Levszki-stadion | Bulgária     | 1 – 1        | Magyarország | barátságos   | -            | 60'          |
|              | Összesen         |                         |              | 1            | mérkőzés     |              | 0            | gól          |